# Villa Mondragone

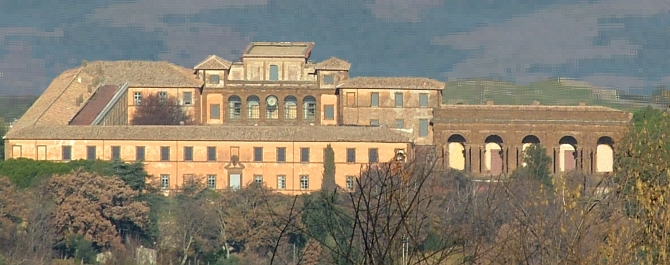
La villa Mondragone

La villa Mondragone est une villa patricienne sise à Monte Porzio Catone, dans la province de Rome et la région du Latium en Italie.
À environ 20 km au sud-est de Rome et proche de l'ancienne ville de Tusculum, la villa est bâtie sur une colline, à une hauteur de 416 m au-dessus du niveau de la mer.
La physionomie de l'actuelle villa résulte de deux campagnes de travaux d'agrandissement, en 1567 et en 1616.

## Historique

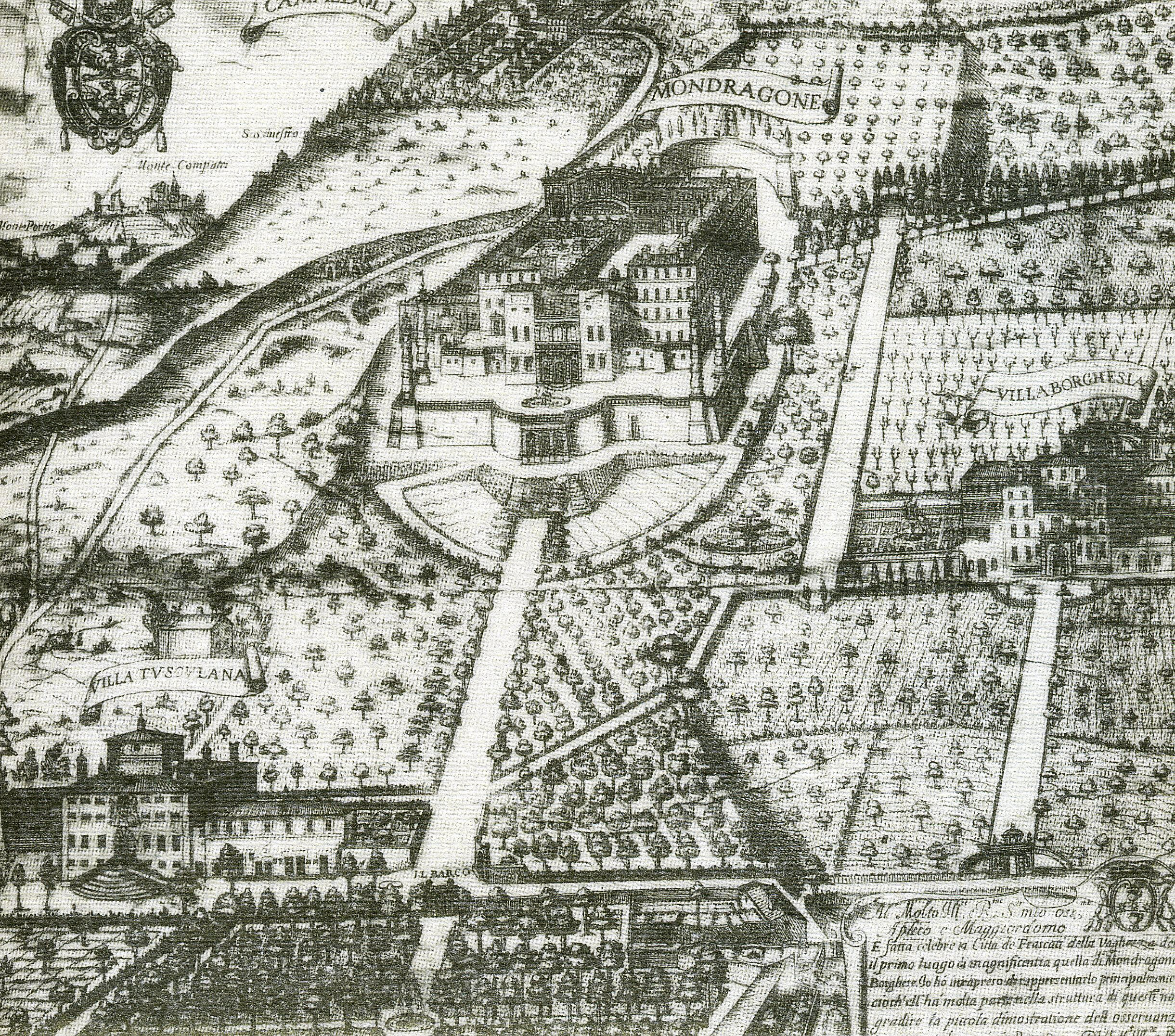
La villa Mondragone en 1620, gravure de Matteo Greuter

La villa, ancienne propriété de la famille consulaire Quintili, est acquise en 1567 par le cardinal Marco Sittico Altemps, neveu du pape Pie IV, auprès de Ranuccio Farnèse. Le nouveau propriétaire commande, la même année, les travaux d'agrandissement du bâtiment préexistant, en même temps que ceux de son palais romain, à l'architecte Martino Longhi l'Ancien. L'achèvement des travaux se situe en 1573, quelques mois après que le cardinal Ugo Boncompagni est élu pape sous le nom de Grégoire XIII.
Ce dernier, invité par le cardinal Marco Sittico Altemps, utilise la villa comme résidence papale d'été et le dragon de ses armoiries De gueules au dragon assis d'or lui a donné son nom (Mon-dragon-e). Le 24 février 1582, de Mondragone, Grégoire XIII promulgue la bulle papale Inter gravissimas, instituant l'actuel calendrier grégorien et la fixation du premier jour de l'année au 1er janvier.
En 1613, le cardinal Scipione Borghese, neveu du pape Paul V acquiert la villa et entreprend, de 1616 à 1618 des travaux d'agrandissement, selon les plans de l'architecte néerlandais Jan van Santen, dit Giovanni Vasanzio avec la célèbre Loggia par Vignola et avec les jets d'eau que sont de Girolamo Fontana. L'histoire de la villa connaît alors sa période la plus glorieuse, elle n'en avait que 365 fenètres en mémoire du calendrier de Grégoire XIII et passé a 374 fenêtres.

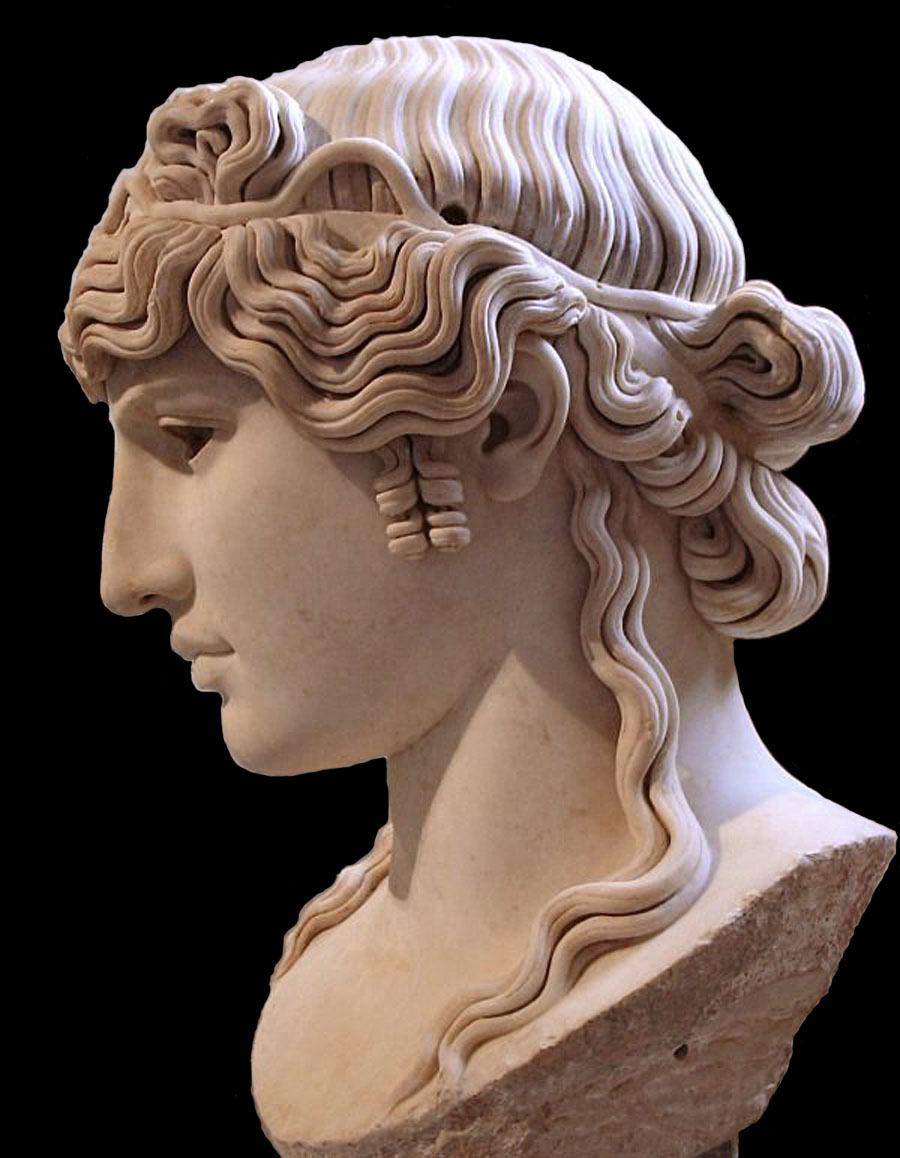
Antinoüs Mondragone

La villa abrite et expose la plus grande partie de la collection d'art, notamment l'Antinoüs Mondragone, réunie par le cardinal Scipion Borghèse, avisé et passionné collectionneur.
À la mort du pape Paul V, survenue en 1621, la villa dont le coût de fonctionnement est onéreux, est de plus en plus négligée, puis le pape Urbain VIII la délaisse, en 1626, au profit de la résidence d'été de Castel Gandolfo.
George Sand a séjourné comme invitée à la villa Mondragone et nous  décrit l'atmosphère toute particulière du lieu dans son roman La Daniella, paru en 1857 :

« Villa Mondragone, 10 avril.
C'est que, voyez-vous, la villa Taverna et la villa Mondragone sont situées dans le même parc. Toutes deux appartiennent à une princesse Borghese qui ne songe pas à en faire deux lots séparés. De la villa Taverna, belle maison de plaisance à mi-côte, on suit un stradone, c'est-à-dire une vaste allée couverte d'arbres séculaires, si longue et si rapide, qu'il ne faut pas moins de vingt minutes pour la monter. Enfin, tout en haut et tout à coup, en tournant dans des bosquets sur la gauche, on se trouve devant une masse de constructions incompréhensibles : c'est Mondragone, villa immense et pleine de caractère, bien qu'elle n'ait rien d'imposant. Le style italien des derniers temps de la renaissance est toujours petit de proportions, quelle que soit sa dimension réelle, et l'œil s'y trompe absolument au premier aspect. C'est dans cette vaste résidence déserte que je peux pénétrer et m'enfermer, sous prétexte de faire des études de dessin... Imaginez-vous un château qui a trois cent soixante et quatorze fenêtres, un château compliqué comme ceux d'Ann Radcliffe, un monde d'énigmes à débrouiller, un enchaînement de surprises, un rêve de Piranèse ; mais d'abord il faut que je vous fasse succinctement l'historique de la villa Mondragone, pour que vous compreniez quelque chose à ce mélange d'abandon misérable et de luxe princier ou je cherche un gîte. »

En 1866, la villa est achetée par la Compagnie de Jésus. Elle devient le collegio di Mondragone, un pensionnat pour élèves issus de classes aisées. En 1912, Wilfrid Michael Voynich achète auprès des Jésuites l'énigmatique manuscrit de Voynich, conservé à la villa Mondragone.
Durant la Seconde Guerre mondiale, le collège est transformé en centre pour les réfugiés puis il est fermé en 1953.
La propriété foncière est vendue en 1981 à l'université de Rome « Tor Vergata ». Cet achat reçoit l'approbation des autorités de la région du Latium car il est l'occasion, pour la villa Mondragone, de retrouver son lustre d'antan.